# ارکیده عنکبوتی بوراناپ
ارکیده عنکبوتی بوراناپ (نام علمی: Caladenia ambusta) نام یک گونه از سرده ارکیده‌های عنکبوتی است.